# Kavadarci
Kavadarci (makedonska: Кавадарци [kaˈvadartsi] lyssna (fil)) är en stad i kommunen Kavadarci i södra Nordmakedonien. Den ligger i en region som kallas Tikveš. Kavadarci hade 32 038 invånare vid folkräkningen år 2021.
I området kring Kavadarci produceras mycket vin, varav största delen går på export.
Av invånarna i Kavadarci är 96,26 % makedonier, 2,02 % romer, 0,45 % turkar och 0,37 % serber (2021).